# Жан де Клерк
Жан де Клерк (17. маја 1905. у Антверпену, Белгија — 20. марта 1984) био је белгијски фудбалер.
Играо је као везни играч за краљевски Антверпен, где је одиграо 219 првенствених утакмица, а такође је играо и за белгијски национални тим. Био је у саставу за Светско првенство 1930. године у Монтевидеу.
Био је тренер Антверпена од 1949 до 1953, са некадашњим голманом овог клуба, Ричардом Гедоптом.

## Трофеји и награде
- Репрезентација од 1930 до 1933 (11 мечева)
- Играо на Светском купу 1930. (1 меч)
- Шампион Белгије 1929. и 1931. са Краљевским Антверпеном